# Ekaterina Dafovska
Ekaterina Stefanova Dafovska-Prodanova (Bulgaars: Екатерина Стефанова Дафовска-Проданова) (Chepelare 28 november 1975) is een Bulgaars voormalig biatlete. Ze vertegenwoordigde haar vaderland op de  Olympische Winterspelen 1994 in Lillehammer, en de Olympische Winterspelen 1998 in Nagano, de Olympische Winterspelen 2002 in Salt Lake City, en de Olympische Winterspelen 2006 in Turijn. Dofovska is tot nu toe de enige Bulgaarse biatleet, wie een gouden medaille heeft gewonnen op de Olympische Winterspelen. Dafovska was in 1998 sporter van het jaar in Bulgarije en ze is getrouwd en heeft twee zonen, Martin (2000) en Dimiter. Sinds 2010 is Dafovska president van de Bulgaarse Biatlon Federatie en in 2007 opende ze haar eigen hotel-resort, 'Hotel Dafovska'.

## Resultaten

### Olympische Winterspelen
| Jaar | Plaats         | Onderdeel   | Onderdeel | Onderdeel     | Onderdeel  | Onderdeel |
| Jaar | Plaats         | Individueel | Sprint    | Achtervolging | Massastart | Estafette |
| ---- | -------------- | ----------- | --------- | ------------- | ---------- | --------- |
| 1994 | Lillehammer    | –           | 26e       |               |            | 13e       |
| 1998 | Nagano         | ↑           | 29e       | 16e           |            |           |
| 2002 | Salt Lake City | 5e          | 15e       | 10e           | 4e         |           |
| 2006 | Turijn         | 11e         | 33e       | 28e           | 8e         | 8e        |

### Wereldkampioenschappen
| Jaar | Plaats            | Onderdeel                               | Onderdeel                               | Onderdeel                               | Onderdeel                               | Onderdeel                               | Onderdeel          | Onderdeel |
| Jaar | Plaats            | Individueel                             | Sprint                                  | Achtervolging                           | Massastart                              | Estafette                               | Gemengde estafette | Team      |
| ---- | ----------------- | --------------------------------------- | --------------------------------------- | --------------------------------------- | --------------------------------------- | --------------------------------------- | ------------------ | --------- |
| 1995 | Antholz           | Brons                                   | 31e                                     |                                         |                                         | 7e                                      |                    | 7e        |
| 1996 | Ruhpolding        | –                                       | –                                       | –                                       | –                                       |                                         |                    |           |
| 1997 | Brezno-Osrblie    | Brons                                   | 19e                                     | 6e                                      | 11e                                     | 8e                                      |                    |           |
| 1998 | Pokljuka          |                                         |                                         | 4e                                      |                                         | –                                       |                    |           |
| 1999 | Kontiolahti       | 10e                                     | 14e                                     | 14e                                     | 6e                                      | 9e                                      |                    |           |
| 2000 | Oslo Holmenkollen | Afwezig vanwege zwangerschap            | Afwezig vanwege zwangerschap            | Afwezig vanwege zwangerschap            | Afwezig vanwege zwangerschap            | Afwezig vanwege zwangerschap            |                    |           |
| 2001 | Pokljuka          | 18e                                     | 18e                                     | 10e                                     | 18e                                     | 6e                                      |                    |           |
| 2002 | Oslo Holmenkollen | Niet gehouden vanwege Olympische Spelen | Niet gehouden vanwege Olympische Spelen | Niet gehouden vanwege Olympische Spelen | –                                       |                                         |                    |           |
| 2003 | Chanty-Mansiejsk  | 8e                                      | 29e                                     | 25e                                     | 11e                                     | 7e                                      |                    |           |
| 2004 | Oberhof           | 17e                                     | 21e                                     | 16e                                     | 6e                                      | 6e                                      |                    |           |
| 2005 | Hochfilzen        | 5e                                      | 21e                                     | 12e                                     | 22e                                     | 9e                                      | –                  |           |
| 2006 | Pokljuka          | Niet gehouden vanwege Olympische Spelen | Niet gehouden vanwege Olympische Spelen | Niet gehouden vanwege Olympische Spelen | Niet gehouden vanwege Olympische Spelen | Niet gehouden vanwege Olympische Spelen | –                  |           |

### Wereldbeker
Eindklasseringen
| Seizoen   | Algemeen                     | Individueel                  | Sprint                       | Achtervolging                | Massastart                   |
| --------- | ---------------------------- | ---------------------------- | ---------------------------- | ---------------------------- | ---------------------------- |
| 1993/1994 | 38e                          |                              |                              |                              |                              |
| 1994/1995 | 25e                          |                              |                              |                              |                              |
| 1995/1996 | 48e                          |                              |                              |                              |                              |
| 1996/1997 | 17e                          | 6e                           | 26e                          | 23e                          |                              |
| 1997/1998 | 16e                          | 7e                           | 25e                          | 18e                          |                              |
| 1998/1999 | 11e                          | 11e                          | 10e                          | 11e                          | 11e                          |
| 1999/2000 | Afwezig vanwege zwangerschap | Afwezig vanwege zwangerschap | Afwezig vanwege zwangerschap | Afwezig vanwege zwangerschap | Afwezig vanwege zwangerschap |
| 2000/2001 | 19e                          | 17e                          | 26e                          | 13e                          | 17e                          |
| 2001/2002 | 11e                          | 6e                           | 18e                          | 9e                           | 13e                          |
| 2002/2003 | 4e                           | Zilver                       | Brons                        | 6e                           | 6e                           |
| 2003/2004 | 14e                          | 11e                          | 14e                          | 18e                          | 8e                           |
| 2004/2005 | 21e                          | 6e                           | 29e                          | 20e                          | 22e                          |
| 2005/2006 | 27e                          | 29e                          | 25e                          | 35e                          | 20e                          |

Wereldbekerzeges
| Nr. | Datum            | Plaats         | Onderdeel           |
| --- | ---------------- | -------------- | ------------------- |
| 1.  | 22 december 2002 | Brezno-Osrblie | 10 km achtervolging |
| 2.  | 8 januari 2003   | Oberhof        | 7,5 km sprint       |
| 3.  | 19 januari 2003  | Ruhpolding     | 10 km achtervolging |
| 4.  | 23 januari 2003  | Antholz        | 15 km individueel   |